# Metrichia cuenca
Metrichia cuenca är en nattsländeart som först beskrevs av Harper och Turcotte 1985.  Metrichia cuenca ingår i släktet Metrichia och familjen smånattsländor. Inga underarter finns listade i Catalogue of Life.